# Ryssland ut ur Ukraina
Ryssland ut ur Ukraina är en partipolitiskt obunden aktionsgrupp för att bygga motstånd mot Rysslands invasion av Ukraina, och för att stötta Ukrainas rätt till självständighet.
En första manifestation arrangerades 23 februari 2022, dagen före Rysslands fullskaliga invasion av Ukraina.
Sedan dess arrangeras varje onsdag 12.30 en manifestation med olika talare och sångare på Fria Ukrainas plats utanför den ryska ambassaden. Parollerna är:
- Ryssland ut ur Ukraina!
- Demokrati och samarbete för fred

I samband med årsdagarna 2023, 2024 och 2025 av Rysslands fullskaliga invasion av Ukraina har Ryssland ut ur Ukraina tillsammans med Nordic Ukraine Forum och Måndagsrörelsen arrangerat stora manifestationer på Sergels Torg. 
Ryssland ut ur Ukraina har ca 15.000 medlemmar i sin grupp på Facebook. De har även olika nyhetsforum på andra sociala medier.

## Initiativtagare
- Mats Adler
- Peter PC Carlsson
- Martin Holmberg
- Peter Ingvarsson
- Lars Jederlund
- Cilla Lundström
- Lars Ångström

## Priser och utmärkelser
- 2023 - Årets FN-vän
- 2024 - Årets Europé